# جیمز ام. بابیت
جیمز ام. بابیت (انگلیسی: James M. Bobbitt؛ زادهٔ ۳۰ ژانویهٔ ۱۹۳۰) شیمیدان آمریکایی است. واکنش بابیت در شیمی آلی به افتخار وی نامگذاری شده است.